# Odontorrhynchus
Odontorrhynchus es un género de orquídeas perteneciente a la subfamilia Orchidoideae. Es originario de América donde se encuentra en Bolivia y Chile.

## Especies
A continuación se brinda un listado de las especies del género Odontorrhynchus aceptadas hasta mayo de 2011, ordenadas alfabéticamente. Para cada una se indica el nombre binomial seguido del autor, abreviado según las convenciones y usos y la publicación válida.
1. Odontorrhynchus alticola Garay, Bot. Mus. Leafl. 28: 286 (1980 publ. 1982).
2. Odontorrhynchus castillonii (Hauman) M.N.Correa, Darwiniana 10: 158 (1953).
3. Odontorrhynchus domeykoanus Szlach., Fragm. Florist. Geobot. 41: 853 (1996).
4. Odontorrhynchus erosus Szlach., Fragm. Florist. Geobot. 41: 853 (1996).
5. Odontorrhynchus monstrosus Szlach., Bull. Nat. Hist. Mus. (London), Bot. 25: 123 (1995).
6. Odontorrhynchus variabilis Garay, Bot. Mus. Leafl. 28: 287 (1980 publ. 1982).